# Pankádž Mišra
Pankádž Mišra (* 1969 Džhánsí) je indický spisovatel a publicista. Mezi jeho zásadní díla patří The Romantics, From the Ruins of Empire a Věk hněvu: Dějiny přítomnosti. Je také častým přispěvatelem pro The Guardian, The New York Times, The New Yorker nebo New York Review of Books. Svými myšlenkami se dostával do intelektuálních střetů s Niallem Fergusonem nebo Jordanem Petersonem. Byl oceněn například literárními cenami Windham–Campbell Prize (2014) a Weston International Award (2024).

## Biografie
Vystudoval obchod na Iláhábádské univerzitě a anglickou literaturu na Néhrúově univerzitě, pak se usadil ve vesnici Mašóbra ve státě Himáčalpradéš.
Začínal jako literární kritik, v roce 1995 vydal cestopis Butter Chicken in Ludhiana a v roce 2000 autobiografický román The Romantics, za který dostal cenu Los Angeles Times pro nejlepší debut.
Značný ohlas měly jeho eseje, v nichž se zabývá kořeny společenské krize v západním světě. Vnesl do debaty perspektivu států a obyvatel třetího světa (jím nazývaný "globální jih"), kteří se nemohli podílet na vzestupu euroatlantické civilizace a proto zcela nesdílejí její hodnoty. Všude na světě podle něj přibývá lidí, kteří se nedokáží prudkým změnám ve společnosti přizpůsobit a reagují odmítáním společenského řádu jako celku, což vede k vzestupu antisystémových politických hnutí. U nových asijských velmocí vidí Mišra podobnou mentalitu, která vedla Německo k rozpoutání obou světových válek – snaha využít ekonomický a vojenský vzestup k pomstě za dlouhá léta strávená v marginálním postavení. Svůj pohled vyložil v knihách From the Ruins of Empire: The Intellectuals Who Remade Asia a Age of Anger: A History of the Present. Přispívá do periodik The New York Times, London Review of Books, The Guardian, The New Yorker, Financial Times, New Statesman a The Wall Street Journal.
V roce 2008 byl zvolen členem londýnské Královské literární společnosti a v roce 2012 byl zařazen na seznam Nejvýznačnější světoví myslitelé podle časopisů Prospect a Foreign Policy. V roce 2014 byl na Yaleova univerzita oceněn Windham–Campbell Literature Prizes a na Lipském knižním veletrhu cenou za evropské porozumění.